# Barnaba Guano
Barnaba Guano (Levanto, 1370 – Genova, 1454) fu il 18º doge della Repubblica di Genova.

## Biografia

### Il dogato
Citato negli scritti anche come Bernabò Guano o Barnaba di Guano, di professione giureconsulto, ricoprì il ruolo di membro anziano del comune di Genova e ambasciatore per la Repubblica di Genova.
Salì al potere della repubblica il 29 marzo del 1415 dopo la breve giurisdizione del Governo dei due Priori, capitanati da Tomaso Fregoso (futuro doge) e Giacomo Giustiniani. Per la sua elezione furono applicate le regole della neo costituzione repubblicana genovese, varata durante il dogato di Giorgio Adorno, che dopo un apposito consiglio di ottocento uomini sancì la regolare acclamazione di Barnaba Guano come ventitreesimo doge della Repubblica di Genova.
Secondo alcune fonti cartacee la sua nomina dogale non fu certo sorprendente. Egli, infatti, fu uno degli artefici della riappacificazione tra le famiglie nobiliari di Genova durante la guerra civile che sconvolse la capitale repubblicana tra il 1414 e il 1415. Nel particolare fu colui che, in una riunione con la popolazione presso la cattedrale di San Lorenzo, grazie ad un ampio discorso acclamò a gran voce pace e serenità tra gli abitanti.
Già dotato secondo alcuni storici di carattere benevolo, pacato e saggio condusse le fasi iniziali del proprio dogato con ferme decisioni e soprattutto con i buoni consigli del suo predecessore Giorgio Adorno e di Tomaso Fregoso.

### Le diffidenze
Un episodio diede l'avvio dei primi cedimenti del potere e le prime incomprensioni con i fidati consiglieri. Saputa di una popolare rivolta in un piccolo paese - denominato "Orsi" - il doge Barnaba Guano mandò sul luogo il capitano della Guardia Gregorio Guano che, anziché soffocare la leggera rivolta paesana con trattative pacifiche, inasprì i conflitti che portarono all'uccisione di tre persone e la detenzione in carcere dello stesso Gregorio Guano. A Genova ben presto arrivarono le notizie negative sulla violenta trattativa e il doge, per rimediare, fu costretto ad inviare direttamente Tomaso Fregoso con un buon numero di soldati.
L'assenza del Fregoso fu cruciale per i tanti cospiratori che, nel tentativo di rompere i buoni rapporti, condannarono il doge Barnaba Guano sulla sua scelta di inviare il primo con "tante braccia armate" poiché, a detta dei "cospiratori", avrebbe potuto comandare una rivolta armata contro la sua persona e quindi successivamente spartirsi il potere assieme agli Adorno. La diffidenza sui suoi collaboratori, forse causata anche dal carattere mite e facilmente malleabile, prese ben presto il sopravvento nei pensieri e nelle decisioni del doge Guano che da lì poco ordinò nuove difese in città con un numero aggiunto di soldati nei luoghi considerati pericolosi e, allo stesso tempo, diffidando dei normali incontri tra le famiglie Fregoso e Adorno.

### La caduta e gli ultimi anni
La reazione dei due protagonisti, Tomaso Fregoso e Giorgio Adorno, si fece ben presto sentire dopo una riunione tra i due nella villa dell'Adorno a Carignano. Entrambi condannarono la diffidenza del doge nei loro confronti, e ancor di più verso le loro rispettive famiglie, additando il Guano con il giudizio di "persona ingrata". Quest'ultima osservazione fu, tra l'altro, secondo gli storici ben motivata poiché fu proprio grazie ad un loro "appoggio" che, tessendo lodi e meriti di Barnaba Guano nella riappacificazione tra le fazioni nobiliari, il suo nome prevalse su tutti nell'elezione dogale del 1415.
Oramai sfilacciati i rapporti tra il doge e i due esponenti, da lì a poco venne messa in scena da Tomaso Fregoso una congiura per porre termine al dogato di Barnaba Guarco. Ignaro della cospirazione, il doge, venuto a sapere del ritorno in quel di Genova del Fregoso lo invitò a palazzo Ducale, ma fu anticipato da quest'ultimo che, per mettere in atto la congiura, convinse Barnaba Guano a fargli visita nel "suo" borgo di San Tommaso. Giunto sul luogo stabilito venne però accolto, confusi tra la folla, da una schiera di soldati del Fregoso che facendosi largo tra la popolazione (e assieme al doge) giunsero di piazza in piazza fino al palazzo Ducale dove, con un limitato uso delle armi e spargimento di sangue, ne scacciarono le guardie dogali. Braccato e sfiduciato, il doge Barnaba Guano rassegnò le dimissioni dalla carica il 3 luglio 1415.
Morì a Genova attorno al 1454 e venne sepolto all'interno della chiesa di Sant'Agostino.